# Онемен (затока)

Онемен — затока біля східного берега Берингового моря. Відноситься до Анадирського району Чукотського автономного округу.
Є естуарієм. Ширина біля входу 5 км, глибина до 20 м

## Гідронім
Назва в перекладі з чукот. «Онмын» — «той що вдається глибоко».

## Гідрографія
Розташований на захід від Анадирського лиману, з яким зв'язується Горлом Річки Анадир. Відкритий на схід, заглиблений у материк на 42 км. Західна межа проходить через миси Вешала і Американську кішку, східна — через миси Неймана і Довгий.
Північний берег затоки частиною низький з невеликими кам'янистими височинами, частиною обривистий. На меридіані гирла річки Велика від північного берега виступає півострів, обмежений мисами Кедровий і Кедрова кішка. Південно-західний і південно-східний береги затоки переважно низькі, заболочені. Вздовж узбережжя простягаються великі мілини, які частково висихають. Донний ґрунт — мул і пісок.
У затоку впадають річки Анадир і Велика (затока Малий Онемен). У затокі знаходиться Гнилий Кут затоки Онемен, в який впадає річка Кутова. На узбережжі виділяються миси Довгий, Глибокий (Мала Нерпичя Кішка), Морошечний, Неймана.
Населених пунктів на узбережжі затоки немає.

## Судноплавство
Посередині затоки проходить фарватер шириною 0,2—1,6 милі, глибини на якому складають 6,2—31,5 м. Фарватер огороджений буями, що святяться, на мисах затоки встановлені радіолокаційні відбивачі. Через складні течії в акваторії затоки і частих вітрів, які підіймають і високу круту хвилю, судноплавство можливе тільки в тиху погоду в умовах гарної видимості.